# Sole Jaimes
Florencia Soledad Jaimes, conhecida como Sole Jaimes (Entre Ríos, 20 de janeiro de 1989) é uma futebolista argentina que atua como atacante. Atualmente, joga no 3B da Amazônia.
Também é jogadora da Seleção Argentina.
Considerada uma das melhores jogadoras do país, já atuou no Brasil, na China e na França, sendo a primeira jogadora argentina a integrar o time feminino do Lyon.  

## Carreira

### Início
Nascida em 20 de janeiro de 1989 em Nogoyá, uma cidade na província de Entre Ríos, na Argentina, foi criada pela mãe em família de origens humildes, com outros seis irmãos. Começou a jogar futebol na rua. Brincava com garotos, sem a companhia de outras meninas, e atuava descalça.
Adolescente, foi descoberta por um olheiro enquanto jogava bola na rua, aos 15 anos, em 2004. O homem a indicou para uma peneira no River Plate, mas quando Sole buscou o clube, a fase de inscrições já havia se encerrado. O Boca Juniors, por outro lado, ainda tinha vaga no time. A garota mudou-se para a capital Buenos Aires para viver com um dos irmãos mais velhos e poder atuar pela equipe. Sem categorias de base, já jogava no time principal apesar de jovem. Atuou em ligas locais e atraiu a atenção da seleção sub-20, sendo convocada poucas semanas após sua estreia.

### Brasil
A boa fase no Boca, principalmente na Libertadores, rendeu à jogadora fama o suficiente para sair do país. Em 2014, recebeu um convite para atuar pelo Foz Cataratas, no Brasil, e deixou a terra natal.
No ano seguinte, integrou o time feminino do São Paulo, em um projeto que não durou nem um ano. O time enfrentou atraso no pagamento dos salários e acabou desmanchado em cinco meses de existência; apesar das dificuldades, o grupo chegou à final do Campeonato Paulista feminino, sendo goleado pelo São José por 6 a 1.
Com o fim do time do São Paulo, Sole recebeu uma proposta do Santos. Ela passou a integrar o elenco das Sereias da Vila e com ele foi campeã do Brasileiro Feminino em 2017, marcando dois dos três gols santistas na final e sendo também a artilheira da competição.
Nesta primeira passagem pelo clube, teve 47 gols marcados em 66 partidas disputadas.

### Exterior
Depois de duas temporadas com o Santos, buscou novo desafio na China, onde se transferiu no início 2018 para o Dalian Quanjian FC.
No ano seguinte, atraiu a atenção do francês Lyon, um dos mais tradicionais times de futebol feminino da Europa. Com contrato de seis meses, fez parte do elenco que conquistou a Champions League feminina na temporada 2018/2019, sendo o quarto título consecutivo da equipe e o sexto da história do clube. 
Em 2019, a atacante também integrou a Seleção Argentina que disputou a Copa do Mundo de 2019.
Logo após o Mundial, acertou seu retorno com o Santos, onde já declarou ter vontade de encerrar sua carreira. Em uma passagem curta, ela disputou 13 jogos e marcou oito gols para, no ano seguinte, retornar ao futebol chinês, desta vez para defender o Changchun Dazhong.
No segundo semestre de 2021, teve uma nova passagem relâmpago pelas Sereias, ajudando a equipe a não ser rebaixada naquele período com 11 jogos e cinco gols, antes de ir para o Napoli, da Itália, em setembro.
Pelo clube italiano, fez 14 jogos e apenas dois gols e duas assistências.
Em julho de 2022, acertou com o Flamengo. Em 2023, engravidou e se afastou da atividades no clube. Pelo Flamengo, conquistou a Ladies Cup, a Copa Rio e o Campeonato Carioca, marcando 41 gols em sua passagem.
Em junho de 2024, acerta sua quarta passagem pelo Santos.
Em março de 2025, é contratada pelo 3B da Amazônia para a disputa do Brasileirão Feminino A-1.

## Carreira na seleção
Sole fez sua primeira aparição pela Seleção Argentina na Copa do Mundo Feminina Sub-20 da FIFA 2006 .  Ela também jogou o Mundial Sub-20 de 2008. Na seleção principal, ela jogou a Copa do Mundo de 2019, duas edições da Copa América Feminina ( 2014 e 2018 ) e os Jogos Pan-Americanos de 2015 . 
No Mundial de 2019, na França, foi titular nos três jogos da Argentina, vestindo a camisa 9. A campanha foi considerada histórica por ter rendido à equipe o primeiro ponto em Copas. Ao todo, tem seis gols marcados pela equipe principal. 

### Gols pela seleção principal
| Quantidade | Data                | Local                                        | Oponente  | Resultado | Torneio                    |
| ---------- | ------------------- | -------------------------------------------- | --------- | --------- | -------------------------- |
| 2          | 7 de abril de 2018  | Estádio Municipal Francisco Sánchez Rumoroso | Bolívia   | 3 –0      | Copa América Feminina 2018 |
| 1          | 9 de abril de 2018  | Coquimbo, Chile                              | Equador   | 6 -3      | Copa América Feminina 2018 |
| 1          | 13 de abril de 2018 | Coquimbo, Chile                              | Venezuela | 2 -0      | Copa América Feminina 2018 |
| 1          | 16 de abril de 2018 | Estadio La Portada, La Serena, Chile         | Colômbia  | 3 –1      | Copa América Feminina 2018 |
| 1          | 23 de maio de 2019  |                                              | Uruguai   | 3 –1      | Amistosos                  |

## Títulos
Boca Juniors
- Torneio Clausura (2005, 2006, 2007, 2008, 2010)
- Torneio Apertura (2005, 2006, 2007, 2008, 2010, 2011, 2012)

Santos
- Campeonato Brasileiro: 2017 (artilheira, com 18 gols)[5]

Lyon
- Liga dos Campeões de Futebol Feminino da UEFA: 2018/2019
- Campeonato Francês

Flamengo
- Ladies Cup: 2022
- Copa Rio: 2023
- Campeonato Carioca: 2023

## Vida pessoal
É casada com a goleira canadense Kelly Chiavaro. Elas são mães de Aurora, que nasceu em 25 de janeiro de 2024.